# Limpsfield
Limpsfield – wieś w Anglii, w hrabstwie Surrey, w dystrykcie Tandridge. Leży 30 km na południe od centrum Londynu. Miejscowość liczy 3680 mieszkańców.